# 都坪镇
都坪镇，是中华人民共和国贵州省黔东南苗族侗族自治州镇远县下辖的一个乡镇级行政单位。

## 行政区划
都坪镇下辖以下地区：
都坪村、地花村、新寨村、坳背村、拱桥村、下屯村、马家坪村、天印村和大坝村。